# Lidia Winniczuk
Lidia Winniczuk, także Lidia Winniczukówna (ur. 17 września 1904 w Podwołoczyskach, zm. 31 października 1993 w Warszawie) – polska filolog klasyczna.

## Życiorys
Ukończyła gimnazjum humanistyczne Leonii Rudzkiej w Warszawie i po zdaniu matury w 1922 wstąpiła na Wydział Filozoficzny Uniwersytetu Warszawskiego, na którym studiowała filologię klasyczną i anglistykę. W 1927 uzyskała doktorat na podstawie pracy pt. Idea państwa rzymskiego u poetów augustowskich napisanej pod kierownictwem prof. Gustawa Przychockiego. Od 1925 była nauczycielką szkół średnich, najpierw w prywatnych gimnazjach żeńskich Władysławy Lange i Julii Jankowskiej-Statkowskiej, a od 1931 w Państwowym Gimnazjum i Liceum Żeńskim im. Emilii Plater, w którym w latach 1937–1939 była opiekunką stworzonego przez uczennice miesięcznika młodzieżowego pt. „Trzynastka”, jedynego wówczas tego typu czasopisma w Warszawie. Równocześnie pracowała w Kole Warszawskim Polskiego Towarzystwa Filologicznego oraz brała udział w pracach programowych Komisji Filologii Klasycznej przy Ministerstwie Wyznań Religijnych i Oświecenia Publicznego. Publikowała artykuły popularnonaukowe w miesięczniku dla młodzieży szkół średnich „Filomata”.
Po wybuchu II wojny światowej, w październiku 1939 została aresztowana i uwięziona na Pawiaku, z którego została szybko zwolniona. Podczas okupacji niemieckiej uczestniczyła w Warszawie w tajnym nauczaniu. Po upadku powstania warszawskiego i wysiedleniu z Warszawy nauczała na kompletach w Pruszkowie i w Podkowie Leśnej.
Po wyzwoleniu w 1945 uczyła języka łacińskiego i angielskiego w Liceum Ogólnokształcącym im. Tomasza Zana w Pruszkowie. Była pracownikiem Uniwersytetu warszawskiego, d 1946 jako asystentka, od 1954 zastępca profesora, od 1955 docent, od 1963 profesor nadzwyczajny, od 1969 profesor zwyczajny. Prowadziła także zajęcia w innych szkołach wyższych w Warszawie: w Państwowej Wyższej Szkole Teatralnej wykładała o „Teatrze i dramacie w Grecji i w Rzymie”, na Stołecznym Uniwersytecie Powszechnym TWP „Wymowę w Grecji i w Rzymie”, a na Wojskowej Akademii Politycznej im. F. Dzierżyńskiego – historię starożytną. W 1975 przeszła na emeryturę. 
W latach 1945–1950 była sekretarzem Koła warszawskiego PTF, a następnie przez wiele lat członkiem Zarządu Głównego. W 1947 została powołana przez Polską Akademię Umiejętności na współpracownika Komisji Filologicznej, od 1956 była członkiem Komitetu Nauk o Kulturze Antycznej PAN, od 1982 członkiem Towarzystwa Naukowego Warszawskiego. Sekretarz redakcji, a od 1978 redaktor naczelny czasopisma „Meander”. Członek komitetu redakcyjnego Biblioteki Klasyków Filozofii wydawanej przez IFiS PAN oraz belgijskiego czasopisma „Humanistica Lovaniensia” wydawanego w Leuven. Współpracowała jako publicystka z czasopismami: „Problemy”, „Wiedza i Życie”, „Nowe Książki”, „Radio i Telewizja”.
Zajmowała się kulturą antyczną i literaturą polsko-łacińską. Przetłumaczyła na język polski dzieła starożytnych autorów łacińskich, m.in. Horacego, Owidiusza, Juwenalisa, Plutarcha, Pliniusza Młodszego.
19 stycznia 1955 została odznaczona Medalem 10-lecia Polski Ludowej.
Zmarła w Warszawie, pochowana na cmentarzu Powązkowskim (kwatera 284a-4-4).

## Twórczość
- 1932 – Kobieta w starożytności
- 1953 – Epistolografia. Łacińskie podręczniki epistolograficzne w Polsce w XV–XVI wieku
- 1956 – Twórczość poetek greckich
- 1962 – Mały słownik kultury antycznej (red.)
- 1968 – Starożytni Grecy i Rzymianie w życiu prywatnym i państwowym (z Oktawiuszem Jurewiczem)
- 1972 – Słowo jest cieniem czynu
- 1973 – Kobiety świata antycznego
- 1975 – Lingua Latina. Łacina bez pomocy Orbiliusza
- 1981 – Od starożytności do współczesności
- 1983 – Ludzie, zwyczaje i obyczaje starożytnej Grecji i Rzymu
- 1987 – Pliniusz Młodszy w świetle swoich listów i mów
- 1988 – Nad Zbruczem, Stryjem, Wisłą. Wspomnienia (1905–1927)
- Słownik kultury antycznej (red.)
- Mały słownik polsko-łaciński (red.)
- Język łaciński. Podręcznik dla lektoratów szkół wyższych (z Oktawiuszem Jurewiczem i Janiną Żuławską)